# Duality (альбом Лизы Джеррард и Питера Бурка)
Duality (с англ. — «Двойственность») — совместный альбом двух австралийских музыкантов — Лизы Джеррард и Питера Бурка, выпущенный в 1998 году. На песню "The Human Game" был выпущен сингл и снят видеоклип. В некоторых изданиях альбома этот сингл присутствует в виде бонус-диска.

## Список композиций
1. "Shadow Magnet" – 07:54
2. "Tempest" – 05:49
3. "Forest Veil" – 02:31
4. "The Comforter" – 01:26
5. "The Unfolding" – 04:35
6. "Pilgrimage of Lost Children" – 03:48
7. "The Human Game" – 06:56
8. "The Circulation of Shadows" – 01:56
9. "Sacrifice" – 07:47
10. "Nadir (Synchronicity)" – 03:02

### The Human Game (сингл)
1. "The Human Game (Edit)" – 4:03
2. "The Awakening" – 2:18
3. "Jungabya" – 4:20